# Adolf Rziha
Adolf Rziha (* 15. Dezember 1875 in Mödling; † 16. Oktober 1962 in Kufstein) war ein österreichischer Rennrodler, der als Pionier und Förderer der Sportart in seinem Heimatland gilt.

## Leben
Rziha absolvierte ein Jurastudium an der Universität Wien und arbeitete danach als selbstständiger Rechtsanwalt in seinem Geburtsort Mödling. Im Jahr 1904 nahm er zum ersten Mal an einem Rodelrennen in Mürzzuschlag teil, den erstmals ausgetragenen Nordischen Spielen. An diesen Wettkampf, den ein Mürzzuschlager Athlet namens Pilgerdorfer für sich entschied, erinnerte sich Rziha im Jahr 1947: „Es war ein komisches Rennen und ging etwa 400–500 m über eine steile Wiese und zwar in einzelnen Läufen zu je 4 oder 5 Bewerbern.“ Auch in den Jahren danach startete der Mödlinger bei einigen nationalen Rodelwettkämpfen, so etwa beim Rennen um den Wanderpreis der goldenen Rodel am Präbichl, das zwischenzeitlich gleichbedeutend mit einer Österreichischen Meisterschaft war. Diesen Wettkampf gewann Rziha im Jahr 1906 und errang damit den nationalen Titel. Zu dieser Zeit fanden erstmals regelmäßige Wettbewerbe in der Steiermark statt, von denen er einige gewann. Im Jahr 1912 erkrankte Rziha, wurde operiert und beendete danach seine sportliche Karriere.
Bereits während seiner aktiven Laufbahn betätigte sich Adolf Rziha auch als Sportschriftsteller und veröffentlichte 1908 das Buch Der Rodelsport, welches er selbst in erster Linie als Lehrkurs betrachtete, „an dessen Hand ein wirkliches Erlernen des Sportes möglich ist“. Ferner hatte seine Zusammenstellung das Ziel, weitere Anhänger für die Disziplin zu werben. Andere Verdienste Rzihas um den Rodelsport waren die Gründung des Anninger-Rodelvereins im Jahr 1907 sowie die Einführung diverser Innovationen im Rodelsport – so wurde etwa der Wechsel von Holz- auf Stahlrodeln von ihm mitvollzogen. Zudem war der Mödlinger bis zu seinem Tod im Jahr 1962 Mitglied im Österreichischen Rodelverband.